# رنه شیرمیر
رنه شیرمیر (فرانسوی: René Schiermeyer‎؛ زادهٔ ۲۷ سپتامبر ۱۹۳۸) کشتی‌گیر اهل فرانسه است.